# Conversações de Paz entre Israelenses e Palestinos em 2013
Negociações diretas entre representantes de Israel e da Autoridade Palestina tiveram início em 29 de julho de 2013, seguindo uma tentativa do Secretário de Estado dos Estados Unidos John Kerry para retomar conversações de paz entre israelenses e palestinos.
Como na iniciativa que resultou nos Acordos de Oslo, em 1993, ambos ainda precisam  resolver questões delicadas como as fronteiras futuras entre os dois Estados, o destino dos refugiados palestinos, o status de Jerusalém, o futuro dos colônias judaicas e a divisão de recursos naturais – sobretudo da água.
Em um prelúdio das negociações, o governo de Israel concordou em libertar 104 prisoneiros palestinos com mais de 20 anos de detenção e cuja libertação havia sido acordada nos Acordos de Oslo. Todavia, a administação Benjamin Netanyahu havia anunciado concomitante a construção de 1.200 novas casas em Jerusalém Oriental e em assentamentos na Cisjordânia, cujos territórios são reivindicados pelas lideranças palestinas.